# Elena Mosuc
Elena Mosuc es una soprano rumana afincada en Zúrich, con agudos escarpados y con la reputación de ser una de las sopranos del mundo más versátiles y expresivas. Conocida como intérprete de la Reina de la noche en La flauta mágica de Mozart y del repertorio Bel canto italiano ha compartido escenario como protagonista con Alfredo Kraus, Leo Nucci, José Carreras, Juan Pons, Plácido Domingo, Roberto Alagna o Juan Diego Flórez. Ha cantado en los teatros de ópera más prestigiosos como el Metropolitan Opera House de Nueva York, Teatro Scala de Milán, Teatro La Fenice de Venecia, la Ópera Estatal de Viena, el Teatro de ópera de Zúrich y el Gran Liceo de Barcelona.

## Biografía
Estudió en la Universidad Popular de Arte y Canto así como en el Conservatorio George Enescu en Iasi (Rumanía).
Se crio con sus abuelos y creció en un ambiente musical acostumbrada a cantar desde pequeña en fiestas familiares, de Pascua, Navidad, cumpleaños y en la iglesia cada domingo lo que resultó para Mosuc una escuela de música. Soñaba con convertirse en cantante, un sueño -explica en sus entrevistas- difícil de convertir en realidad en tiempos del comunismo. A los 15 o 16 años mientras estudiaba para ser profesora de primaria empezó a cantar en el coro como solista. A los 16 años empezó sus clases de canto y pudo convertirse en solista. 
Tras 7 años como profesora decidió dedicarse a la música. En 1998 entró en el coro de la Ópera de Iasi, cinco meses. Su debut operístico fue en el coro, como amateur, en Cavalleria rusticana.  Su debut como solista fue en febrero del 90 cantando La Flauta Mágica en el papel de la Reina de la noche en rumano. Posteriormente accedió al conservatorio y en 1990 ganó su primer premio, el Concurso Musical Internacional de la ARD en Múnich que le abrió las puertas para iniciar su carrera como soprano.
Antes de finalizar sus estudios debutó como solista en el teatro de la Ópera de su ciudad natal interpretando los papeles de la Reina de la Noche, Lucia, Gilda y Violetta. La primera vez que cantó con orquesta fue en mayo o junio de 1990 ensayando con la Filarmónica de Iasi dos arias de la Traviata y de Musetta.
Posteriormente estudió en Milán con Mildea D'Amico que estudió con Mercedes Llopart la maestra de Renata Scotto trabajando especialmente para conseguir homogeneidad tímbrica en todo el registro, proyectar bien la voz y mejorar el estilo italiano. 
Considera que los maestros que más le han aportado han sido Mildea D'Amico y Ion Buzea, un tenor rumano residente en Zúrich. 
En 2003 actuó en el teatro Covent Garden con La Flauta Mágica. La Reina de la noche fue su primer papel y el que más ha representado en su carrera profesional. Más de 250 representaciones.
En el 2007 debutó en La Scala de Milán con La Traviata momento en el que la artista considera fue clave en su carrera.
En 2005 recibió la medalla de "Artes y Oficios" por parte del Presidente de Rumanía, la distinción musical más alta del país. En 2009 distinguida con el premio Lina Pagliughi: Siola d'oro otorgado por la Asociación Italiana de Críticos.
En 2009 se doctoró en música en la Universidad de Música de Bucarest con una tesis sobre la ópera italiana en la primera mitad del siglo XIX. Ese mismo año fue declarada "La mujer del año" en Rumanía.
Está estrechamente ligada desde el inicio de su carrera al Teatro de la ópera de Zúrich, ciudad en la que reside, donde ha interpretado a la Reina de la Noche, Konstanze, Donna Ana, Lucia, Linda di Chamounix, Violeta Valéry, Gilda, Luisa Miller, Elvira, Sophie, Zerbinetta, Aminta/Timidia (Die schweigsame Frau), Musetta, Antonida (Iwan Sussanin), Micäela, Olimpia, Antonia y Giulietta. También actúa con frecuencia en la Opera nacional de Bucarest.
Canta en Europa (Münich, Dresde, Hamburgo, Berlín, Viena, Luxemburgo,  París, Ámsterdam), Japón y China. Además es regularmente invitada a ofrecer conciertos como solista. 

### La Reina de la noche
Uno de los papeles por los que Musuc es conocida es por el de la Reina de la Noche en la obra de Mozart Die Zauberföte (La flauta mágica) que además de interpretarla en el teatro ha sido rodada en varias ocasiones como telefilme. En el 2000 en una coproducción dirigida por Alf Bernhard rodada en el Teatro de la ópera de Zúrich. papel que volvió a interpretar en otro telefilm y en el mismo escenario en 2007 esta vez dirigida por Christoph Hink con Matti Salmien como coprotagonista.
Ha interpretado además a Margherite (Fausto), Amina (La Sonnambula), Liù (Turandot) en el Teatro de Ópera de Zürich, Maria Stuarda en Zürich y la Staatsoper de Berlín, Lucia di Lammermoor en el Théâtre Capitole de Toulouse y en Thessaloniki (dirección de Renata Scotto), Elvira (I Puritani) en la Staatsoper de Viena, Micaëla (Carmen) en la Arena di Verona y Gilda (Rigoletto) en el teatro Regio di Parma, la Staatsoper de Viena y de Múnich y el Teatro Verdi de Trieste. 

### Lucia de Lammermoor

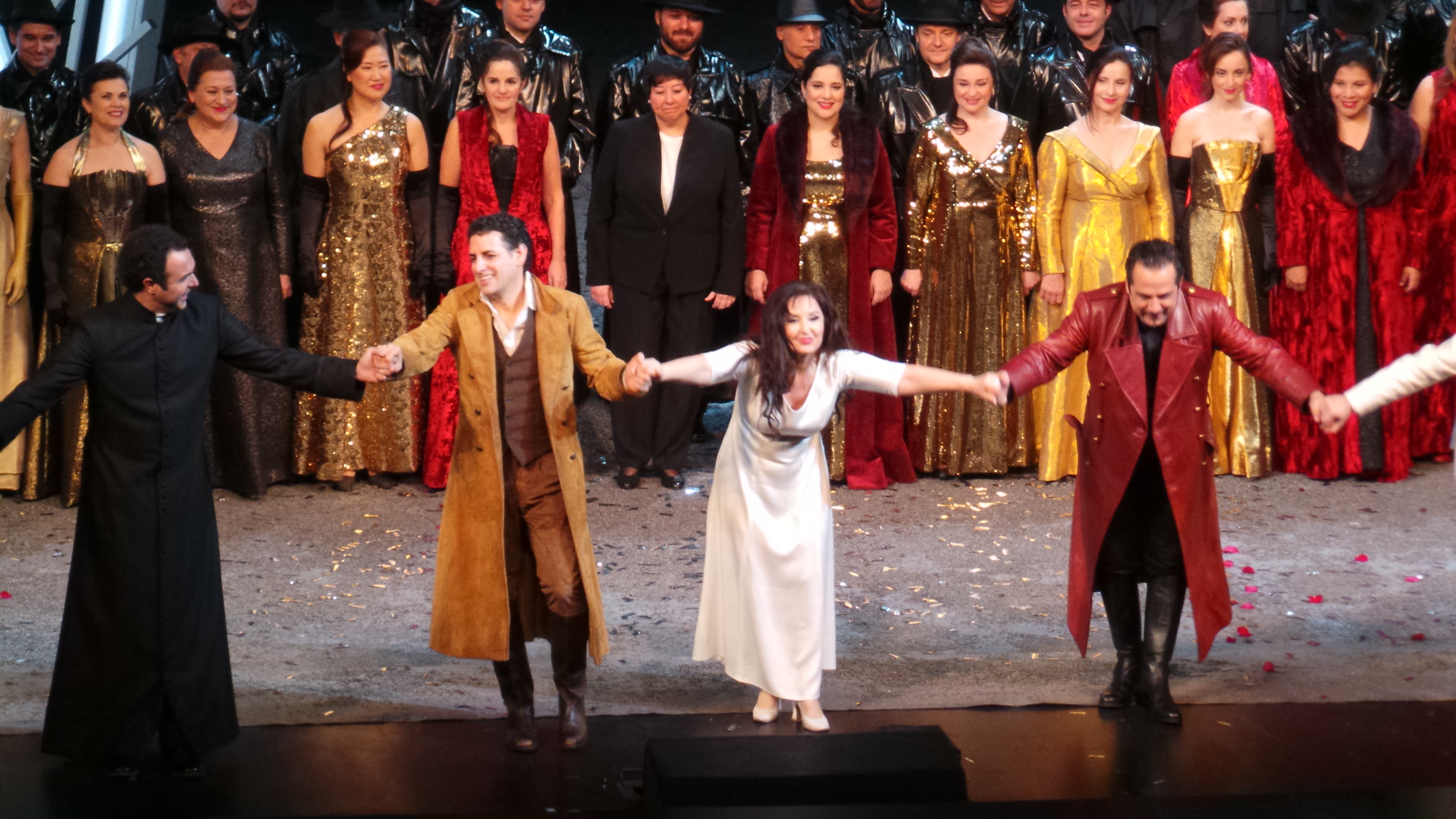
Elena Mosuc con Simón Orfila, Juan Diego Flórez y Marco Caria "Lucia di Lammermoor" de Donizetti en el Gran Teatro del Liceo de Barcelona. Diciembre de 2015

En España debutó en ópera representada en Bilbao, en octubre de 2013, interpretando a Gilda en las funciones de Rigoletto
Ha trabajado en varias producciones en el Teatro de Liceo de Barcelona. En julio de 2015 interpretó el papel de Violetta de La Traviata. 
En diciembre de 2015 fue la soprano protagonista con el papel de "Lucia" en "Lucia de Lammermoor" de Donizetti, una producción que Mosuc había estrenado en Zúrich en 2009. En esta ocasión, en el Teatro de Liceo de Barcelona, la representación fue coprotagonizada con Juan Diego Flórez  en su estreno en el papel de Edgardo. Por su interpretación Mosuc recibió gritos de brava y aplausos de pie.

## Discografía principal
- Lehár: Schön Ist Die Welt / Schirmer
- Mahler: Symphony No 2 In C Minor "Resurrection," / Gergiev
- Mozart: Die Zauberflöte / Harnoncourt
- Mozart: The Magic Flute / Welser-most
- Puccini: La Bohème / Welser-Möst
- Strauss: Ariadne Auf Naxos / Dohnányi
- Verdi: Rigoletto / Santi

## Óperas filmadas
- Ariadne auf Naxos (2014)
- La bohème (2007)
- Rigoletto (2006) (2008)
- The magic flute (2000), (2004) y (2007)[9]

## Premios
Ha ganado varios concursos musicales: el Concurso Musical Internacional de la ARD en Múnich 1990 y el de Montecarlo en 1991. En 1995 recibió el Premio Bellini de oro (Catania). En 2002 recibió el Premio Zenatello de Verona. En el 2004 el Premio Verdi en Módena y el Premio Verdi en Verona.  En el 2009 ganó el premio Lina Pagliughi: Siola d'oro otorgado por la Asociación Italiana de Críticos.